# Пушьоні-Боло
Пушьоні́-Боло́ (тадж. Пушёни боло) — село у складі Хатлонської області Таджикистану. Входить до складу джамоату імені Худойора Раджабова Восейського району.
Назва означає Верхній Пушьоні.
Населення — 896 осіб (2010; 892 в 2009, 408 в 1981).
Національний склад станом на 1981 рік — таджики.
Через село проходить автошлях Р-25 Восе-Ховалінг.